# Всплеск (фильм)
«Всплеск» (англ. Splash) — американский романтический фэнтезийный кинофильм 1984 года режиссёра Рона Ховарда о любви русалки и человека.

## Сюжет
Маленький мальчик, не умеющий плавать, завороженный бликами на воде, прыгает с борта корабля в воду у мыса Кейп-Код. В воде он встречает девочку — русалочку, которую никто не замечает, кроме него. Матрос прыгает за Алланом и вытаскивает мальчика из воды на борт судна.
Много лет спустя Аллан Бауэр, так и не научившийся плавать, вновь попадает в воду и теряет сознание. И вновь встречается с той же русалкой, которая на этот раз спасает ему жизнь. Желая найти Аллана, русалка выходит на сушу и отправляется на его поиски. Голую девушку арестовывают на острове Свободы в Нью-Йорке и, обнаружив у неё бумажник на имя Бауэра, отправляют к нему.
Девушка, вначале не понимающая ни слова по-английски, быстро учится, проводя время за просмотром телевизора в квартире Бауэра и в универмаге «Блумингдейлс», и вскоре заявляет, что её зовут Мэдисон (по названию Медисон-авеню в Нью-Йорке). Аллан начинает влюбляться в странную незнакомку, не догадываясь о том, что она русалка и они уже встречались. У неё всего шесть дней до полнолуния, которые она может провести на берегу. Если она задержится дольше, то уже не сможет вернуться в свою стихию.
Но за парой неотступно следует доктор Уолтер Корнблат, одержимый идеей доказать существование русалок. Ему удается облить Мэдисон водой, отчего у неё вырастает русалочий хвост. Но скоро Корнблат раскаивается в своём поступке, после того как Мэдисон попадает в исследовательскую лабораторию, где над ней ставят жестокие опыты.
Аллан, шокированный тем, что влюбился в «рыбу», вначале не желает ничего слышать о Мэдисон, но его брат Фредди открывает ему глаза на происходящее, и они отправляются на спасение его единственной любви. Корнблату, Аллану и Фредди удается похитить Мэдисон. Русалка рассказывает Аллану об их первой встрече и убеждает его, что он не нуждался в помощи в тот раз, потому что может дышать под водой. Она хочет взять его с собой в море, предупредив, что они не смогут вернуться (но не объясняет почему), и Аллан соглашается.

## В ролях
| Актёр          | Роль                   |
| -------------- | ---------------------- |
| Том Хэнкс      | Аллан Бауэр            |
| Дэрил Ханна    | русалка / Мэдисон      |
| Джон Кэнди     | Фредди Бауэр           |
| Билл Смитрович | Ральф Бауэр            |
| Юджин Леви     | доктор Уолтер Корнблат |
| Доди Гудмен    | миссис Стимлер         |

## Съёмки
«Всплеск» стал первым фильмом, спродюсированным Touchstone Films, дочерней компанией студии «Walt Disney». Актёр Джон Кэнди вначале пробовался на роль Корнблата, но продюсеры уговорили его сыграть Фредди Бауэра. Дэрил Ханна так быстро плавала в костюме русалки, что съёмочная группа и группа поддержки не всегда успевали за ней. Актриса с детства любила воображать себя русалкой из сказки Андерсена и очень хорошо научилась плавать «по-русалочьи», соединив ноги. 
В 1988 году студия «Walt Disney» сняла телефильм «Всплеск 2», в котором Мэдисон и Аллан возвращаются в Нью-Йорк. Из первоначального актёрского состава в нём приняла участие только актриса Доди Гудмен.

## Награды
Премия «Сатурн» 1985 года за лучшую женскую роль — Дэрил Ханна.

## Культурное влияние
- Фонтан с русалкой и русалочий хвост Дэрил Ханны можно увидеть в тематическом парке «Мир Уолта Диснея» в Огайо.
- Женское имя Мэдисон, практически неизвестное до выхода на экраны фильма, к началу XXI века завоевало большую популярность в США и Великобритании. Самые большие всплески популярности можно отметить в годы выпуска фильма на VHS и DVD.
- В клипе на песню группы Sade «No ordinary love» (1992 года) использованы кадры из фильма «Всплеск».

## Ремейк
В июне 2016 года стало известно, что студия Disney снимет ремейк фильма «Всплеск». Продюсером выступит Брайан Грейзер, отвечавший за оригинал. В августе то же года было объявлена, что русалкой будет мужчина, главную роль сыграет Ченнинг Татум. Роль возлюбленной исполнит Джиллиан Белл, которая месте с Татумом играла в фильме Мачо и ботан 2.
В феврале 2023 года стало известно, что фильм еще находится в разработке, сценарий напишет Сара Ротшильд.